# Сафвет-бег Башагић
Сафвет-бег Башагић (под псеудонимом „Мирза Сафвет“, Невесиње, 6. мај 1870 — Сарајево, 9. април 1934) је био босанскохерцеговачки песник, оријенталиста, историчар и лексикограф.

## Биографија
Башагић је по мајци Алмаси, кћерки Дервиш-паше Ченгића, био потомак Смаил-аге Ченгића, а отац му је Ибрахим-бег Башагић, један од последњих босанскомуслиманских пјесника на турском језику (познат под именом Едхем) и први је код нас проучавао књижевност на оријенталним језицима. Башагићева се породица из Невесиња преселила у Сарајево, где је Башагић завршио руждију (средњу школу), у којој се упознао с оријенталним језицима и занео арапским и персијским језиком и књижевношћу. Од 1885—1895. похађао је сарајевску гимназију и уместо старогрчког учио арапски језик и књижевност. При крају школовања боравио је у Загребу, спремајући се да приватно положи осми разред и матуру, али му је због учествовању у полагању камена темељца Старчевићевом дому (26. јун 1884, Куенова влада забранила полагање у Загребу и Хрватској, тако да је матурирао 1895. у Сарајеву.
Као гимназијалац сакупио је у Сарајеву збирку 68 народних песама Народно цвијеће и упутио га Матици Хрватској у Загреб. Песме је почео писати још као ђак другог разреда гимназије (1886/87), али их је почео објављивати тек 1890. у „Босанској вили“, а од 1891. и у листу „Бошњак“, па у „Просвјети“, „Вијенцу“, „Нади“ и другим часописима.
Оријенталне језике и историју студирао је од 1895. до 1899. у Бечу. Тамо је приредио за штампу збирку песама „Трофанда из херцеговачке дубраве“, коју је штампао у Загребу 1896, написао студију о најстаријем ферману бегова Ченгића и почео сакупљати грађу за историју Босне.
Са Едхемом Мулабдићем и Османом Нури Хаџићем, покренуо је 1. маја 1900. часопис Бехар, први муслимански породични лист у Босни и Херцеговини.
Башагић је био врло утицајна личност на пољу модерне бошњачке књижевности и зачетник бошњачког националног препорода почетком 20. вијека. Био је предсједник Босанског сабора, утемељивач савремене бошњачке политике и модерне бошњачке националне свијести. Године 1900. је објавио „Кратку упуту у прошлост Босне од 1463. до 1850.“, која је до појаве „Генезе националног питања босанских Муслимана“ (од Мухамеда Хаџијахића) била главно штиво при изучавању прошлости данашњих Бошњака. Предавао је арапски језик у сарајевској Великој гимназији и оснивао бошњачка друштва Гајрет, Ел-Камер и Муслимански клуб. У Бечу је докторирао на катедри за оријенталне језике и историју ислама са тезом Бошњаци и Херцеговци у исламској књижевности. Након тога је предавао на Универзитету у Загребу.
Након Првог свјетског рата, Башагић је од 1919. године радио у Земаљском музеју у Сарајеву, све до пензионисања, 1927. године.
Умро је 9. априла 1934. године у Сарајеву и сахрањен у харему Бегове џамије.
Познат је по изузетном преводу Хајнеове песме „Азра“ коју је уобличио у севдалинку под именом Крај танана шадрвана.

## Негирање српства и хрватства у Босни и Херцеговини
Сафвет Башагић је припадао екстремном крилу бошњачког националног покрета, чија се идеологија огледала у порицању националне посебности босанско-херцеговачких Срба и Хрвата. О размерама Башагићевог националистичког екстремизма и шовинизма сведоче стихови које је испевао 1891. године, а који су објављени у сарајевском листу "Бошњак", под покровитељством тадашњих аустроугарских окупационих власти у Босни и Херцеговини:
„Знаш, „Бошњаче“, није давно било,
Свег ми св'јета! нема петнаест љета,
Кад у нашој Босни поноситој
И јуначкој земљи Херцеговој,
Од Требиња до бродскијех врата
Није било Срба ни Хрвата.
А данас се кроза своје хире
Оба странца ко у своме шире.“